# Synstrophius muricatus
Synstrophius muricatus là một loài nhện trong họ Thomisidae.
Loài này thuộc chi Synstrophius. Synstrophius muricatus được Cândido Firmino de Mello-Leitão miêu tả năm 1942.